# Landgericht Vilshofen
Das Landgericht Vilshofen war ein von 1803 bis 1879 bestehendes bayerisches Landgericht älterer Ordnung mit Sitz in Vilshofen an der Donau im heutigen Landkreis Passau. Die Landgerichte waren im Königreich Bayern Gerichts- und Verwaltungsbehörden, die 1862 in administrativer Hinsicht von den Bezirksämtern und 1879 in juristischer Hinsicht von den Amtsgerichten abgelöst wurden.

## Geschichte
Im Jahr 1803 wurde im Verlauf der Verwaltungsneugliederung Bayerns das Landgericht Vilshofen errichtet. Dieses wurde nach der Gründung des Königreichs Bayern dem Unterdonaukreis zugeschlagen, dessen Hauptstadt Passau war.
Im Jahr 1838 wurde der Unterdonaukreis in Kreis Niederbayern umbenannt, aus dem der gleichnamige Regierungsbezirk hervorging. Die Kreishauptstadt wurde nach Landshut verlegt. Das Landgericht Vilshofen musste im Zuge dieser Verwaltungsreform seine westlichen Gemeinden an das neu eingerichtete Landgericht Osterhofen abtreten.
Zum Gerichtssprengel gehörten nun 22 Gemeinden: Aidenbach, Albersdorf (jetzt Ortsteil von Vilshofen), Aldersbach, Alkofen, Aunkirchen, Beutelsbach, Garham, Haidenburg, Hilgartsberg, Hofkirchen, Iglbach, Kirchberg, Königbach (jetzt Ortsteil von Ortenburg), Ortenburg, Otterskirchen, Pleinting, Rathsmannsdorf, Söldenau, Vilshofen, Walchsing, Windorf und Zeitlarn (Ortsteil von Vilshofen).
Anlässlich der Einführung des Gerichtsverfassungsgesetzes am 1. Oktober 1879 wurde das Amtsgericht Vilshofen gebildet, dessen Sprengel deckungsgleich mit dem vorhergehenden Landgericht Vilshofen war.